# Boylové

Erb rodu Boyle

Boylové jsou anglicko-irský šlechtický rod, který v 17. a 18. století získal v různých liniích pět hraběcích titulů a členové rodu patřili k významným osobnostem anglické a britské historie. Zakladatelem dynastie byl Richard Boyle, 1. hrabě z Corku (1566–1643), který zbohatl v Irsku a v roce 1620 byl povýšen na hraběte z Corku. Ve dvou generacích jeho potomků získal rod další šlechtické tituly v Irsku a v Anglii, jedna linie sídlila ve Skotsku (hrabata z Glasgow). Členové rodu se kromě účasti v politice angažovali také jako mecenáši věd a umění, Richard Boyle, 4. hrabě z Corku (1694–1753), proslul jako architekt a projektoval přestavby svých londýnských paláců Burlington House a Chiswick House. Jeden z mladších synů 1. hraběte z Corku, Robert Boyle (1627–1691), vynikl v přírodních vědách, je považován za zakladatele moderní chemie, definoval Boyleův zákon.
Henry Boyle, 1. baron Carleton (1669–1725) byl britským ministrem financí a zahraničí, jeho bratranci Richard Boyle, 2. vikomt Shannon (1675-1740) a Charles Boyle, 4. hrabě z Orrery (1674–1731) vynikli jako vojevůdci a diplomaté za války o španělské dědictví, další bratranec Henry Boyle, 1. hrabě ze Shannonu (1682–1764) byl dlouholetým předsedou irského parlamentu. V dalších generacích řada členů rodu sloužila v armádě, námořnictvu, zastávali také vysoké posty u dvora, uplatnili se i ve správě kolonií, David Boyle, 7. hrabě z Glasgow (1833–1915), byl guvernérem na Novém Zélandu. V moderní historii byl významnou osobností admirál a námořní poradce Winstona Churchilla William Boyle, 12. hrabě z Corku a Orrery (1873–1967). V současnosti jsou reprezentanty rodu John Richard Boyle, 15. hrabě z Corku a Orrery (*1945), Richard Henry Boyle, 10. hrabě ze Shannonu (*1960), a Patrick Robin Boyle, 10. hrabě z Glasgow (*1939).

## Hrabata z Corku (1620)

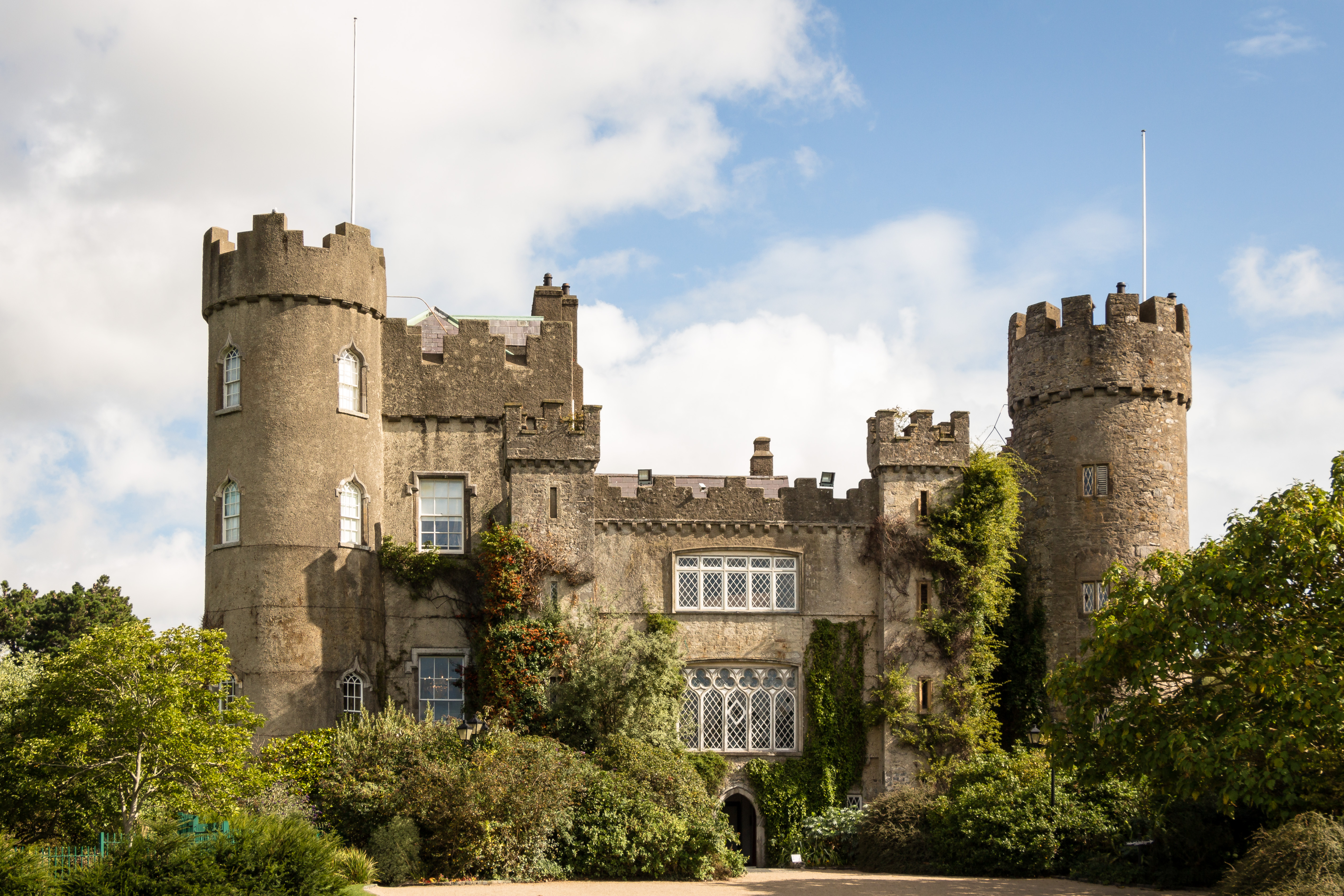
Hrad Lismore Castle v Irsku, hlavní sídlo hrabat z Corku v 17. a 18. století

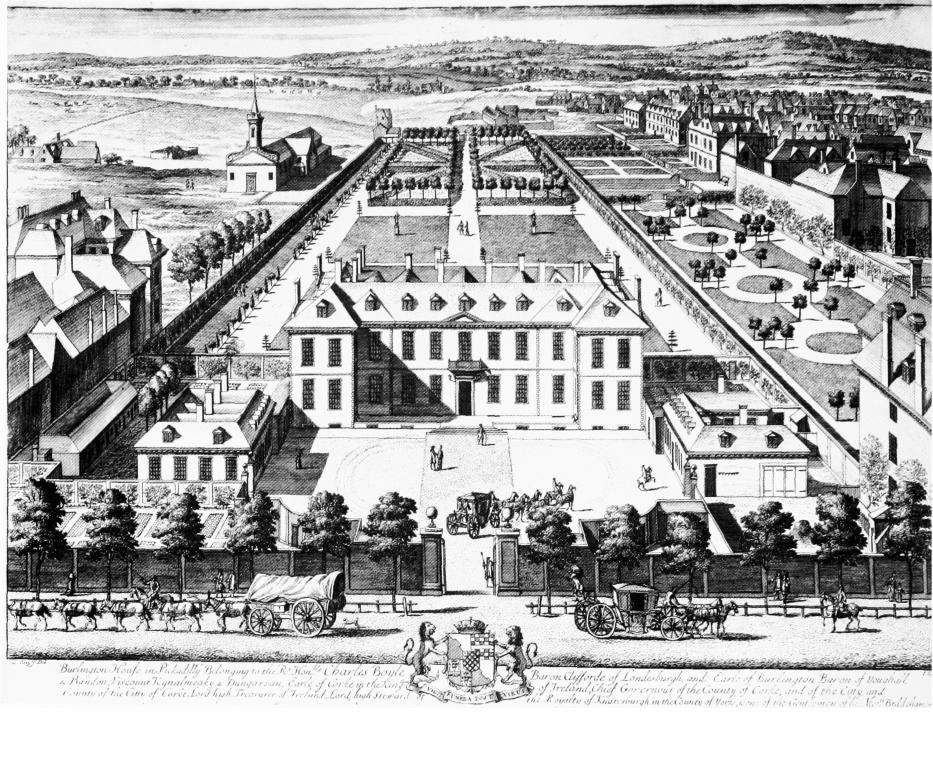
Zámek Burlington House (Londýn) na konci 17. století

Na hraběte z Corku byl povýšen zakladatel dynastie Richard Boyle (1566–1643) v roce 1620. Majetkově výhodným sňatkem a vlastními nákupy založil bohatství rodu v Irsku, získal ale statky i v Anglii. Jeho syn Richard Boyle, 2. hrabě z Corku (1612–1698) vstoupil do anglické Sněmovny lordů jako baron Clifford (1644), později získal ještě anglický titul hraběte z Burlingtonu. Z jeho potomstva vynikl Richard Boyle, 4. hrabě z Corku a 3. hrabě z Burlingtonu (1694-1753), který proslul jako amatérský architekt. Zemřel bez mužského potomstva a titul hraběte z Burlingtonu zanikl, hrabětem z Corku se stal jeho vzdálený bratranec John Boyle, 5. hrabě z Orrery (1706-1762), od té doby jsou oba hraběcí tituly užívány společně. Ve Sněmovně lordů zasedali potomci s titulem barona z Marstonu získaným v roce 1711. Edmund Boyle, 8. hrabě z Corku a Orrery (1767–1856), byl generálem, jeho vnuk Richard Boyle, 9. hrabě z Corku a Orrery (1829–1904) zastával vysoké hodnosti u dvora. V roce 1934 přešly tituly na vedlejší linii, 12. hrabětem z Corku a Orrery byl admirál William Boyle (1873–1967). Současným představitelem této linie je John Richard Boyle, 15. hrabě z Corku a Orrery (*1945).
První hrabě z Corku zbohatl sňatkem s Joan Apsley, dědičkou statků v Irsku. Po uvěznění Waltera Raleigha skoupil jeho majetek v několika irských hrabstvích, jeho hlavním sídlem se stal hrad Lismore Castle (hrabství Waterford). Ke konci života získal také několik panství v Anglii, zámek Stalbridge House (Dorset) po něm zdědil jeden z mladších synů Robert Boyle (1627–1691), který zde prováděl své vědecké pokusy. Richard Boyle, 2. hrabě z Corku (1612–1698), získal v roce 1662 panství Burlington poblíž Londýna a od něj byl odvozen anglický hraběcí titul z Burlingtonu udělený v roce 1664. Jeho syn, předčasně zemřelý dědic Charles Boyle, vikomt Dungarvan (1639–1694), koupil v roce 1682 renesanční palác Chiswick House v Londýně. Richard Boyle, 4. hrabě z Corku a 3. hrabě z Burlingtonu (1694-1753), byl architektem a podle vlastních projektů nechal v 18. století přestavět paláce Burlington House a Chiswick House. Zemřel bez mužského potomstva a jeho úmrtím zanikl titul hrabat z Burlingtonu, zatímco hraběcí titul z Corku přešel na vzdáleného bratrance 5. hraběte z Orrery. Dědičkou většiny majetku včetně obou londýnských paláců nebo irského hradu Lismore Castle byla dcera 4. hraběte z Corku Charlotte (1731-1754). Jejím sňatkem s premiérem 4. vévdou z Devonshire přešlo toto rozsáhlé dědictví na rod Cavendishů. Současným sídlem hrabat z Corku a Orrery je Lickfold House (Sussex).

## Hrabata z Orrery (1660)
Na hraběte z Orrery byl v roce 1660 povýšen vojevůdce a politik Roger Boyle (1621–1679), mladší syn 1. hraběte z Corku. Titul platil pouze pro Irsko, ale Charles Boyle, 4. hrabě z Orrery (1674–1731), byl jako generál a diplomat války o španělské dědictví povýšen na barona z Marstonu s britským peerstvím a s tímto titulem jeho potomci zasedali ve Sněmovně lordů. Jeho syn John Boyle, 5. hrabě z Orrery (1706–1762), zdědil v roce 1753 po starší linii titul hrabat z Corku a od té doby jsou oba tituly užívány současně.

## Hrabata z Glasgow (1703)

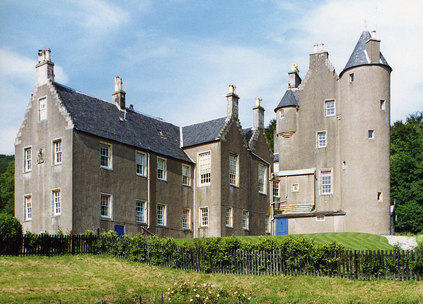
Zámek Kelburn Castle (Skotsko), hlavní sídlo hrabat z Glasgow

Na západním pobřeží Skotska nedaleko od Glasgow se nachází zámek Kelburn Castle, jedno z nejstarších rodových sídel Boylů. Údajně se v této lokalitě vyskytovali již ve 12. století, prokazatelně zde sídlili od 16. století. David Boyle (1666–1733) získal v roce 1699 pět skotských titulů barona a za svůj podíl na sjednávání anglicko-skotské unie byl v roce 1703 povýšen na hraběte z Glasgow (titul platil pouze pro Skotsko). Na přelomu 17. a 18. století také nechal přestavět zámek Kelburn Castle do současné podoby. George Boyle, 4. hrabě z Glasgow (1765–1843), získal v roce 1815 titul barona Rosse z Hawkheadu, který platil pro celou Británii a bylo s ním spojeno členství ve Sněmovně lordů. Tento titul zanikl v roce 1890 vymřením jedné rodové linie. David Boyle, 7. hrabě z Glasgow (1833–1915), byl guvernérem na Novém Zélandu (1892-1897) a po návratu do Anglie získal nový britský peerský titul barona Boyle z Fairlie, s nímž vstoupil do Sněmovny lordů. Z dalších generací vynikl David Boyle, 9. hrabě z Glasgow (1910-1984), který v námořnictvu dosáhl hodnosti kontradmirála. Současným představitelem této linie je Patrick Boyle, 10. hrabě z Glasgow (*1939), který ve Sněmovně lordů zastupuje liberální demokraty.

## Hrabata ze Shannonu (1756)
Titul vikomtů a hrabat ze Shannonu užívá vedlejší linie hrabat z Corku. Francis Boyle (1623–1699), jeden z mladších synů 1. hraběte z Corku, sloužil v armádě, poté byl guvernérem v hrabství Cork, kde vlastnil sídlo Shannon Park. Po restauraci Stuartovců získal irský titul vikomta Shannona (1660), jeho synem, polním maršálem Richardem Boylem (1675–1740) však titul zanikl. Hrabětem ze Shannonu se pak v roce 1756 stal významný irský politik Henry Boyle (1682–1764), dlouholetý předseda irské poslanecké sněmovny. Jeho syn Richard Boyle, 2. hrabě ze Shannonu (1727–1807), získal v roce 1786 britský peerský titul barona Carletona a s tímto titulem zasedají Boylové v této linii ve Sněmovně lordů. Richard Henry Boyle, 6. hrabě ze Shannonu (1860–1906) žil od mládí v Kanadě a byl poslancem kanadského parlamentu, což je mezi britskými peery ojedinělý případ. Jeho syn Richard Bernard Boyle, 7. hrabě ze Shannonu (1897–1917), padl za první světové války. Současným představitelem této rodové větve je Richard Henry Boyle, 10. hrabě ze Shannonu (*1960).
Hlavním sídlem hrabat ze Shannonu byl zámek Castle Martyr (hrabství Cork), bývalý majetek významného irského klanu Fitzgeraldů.

## Osobnosti

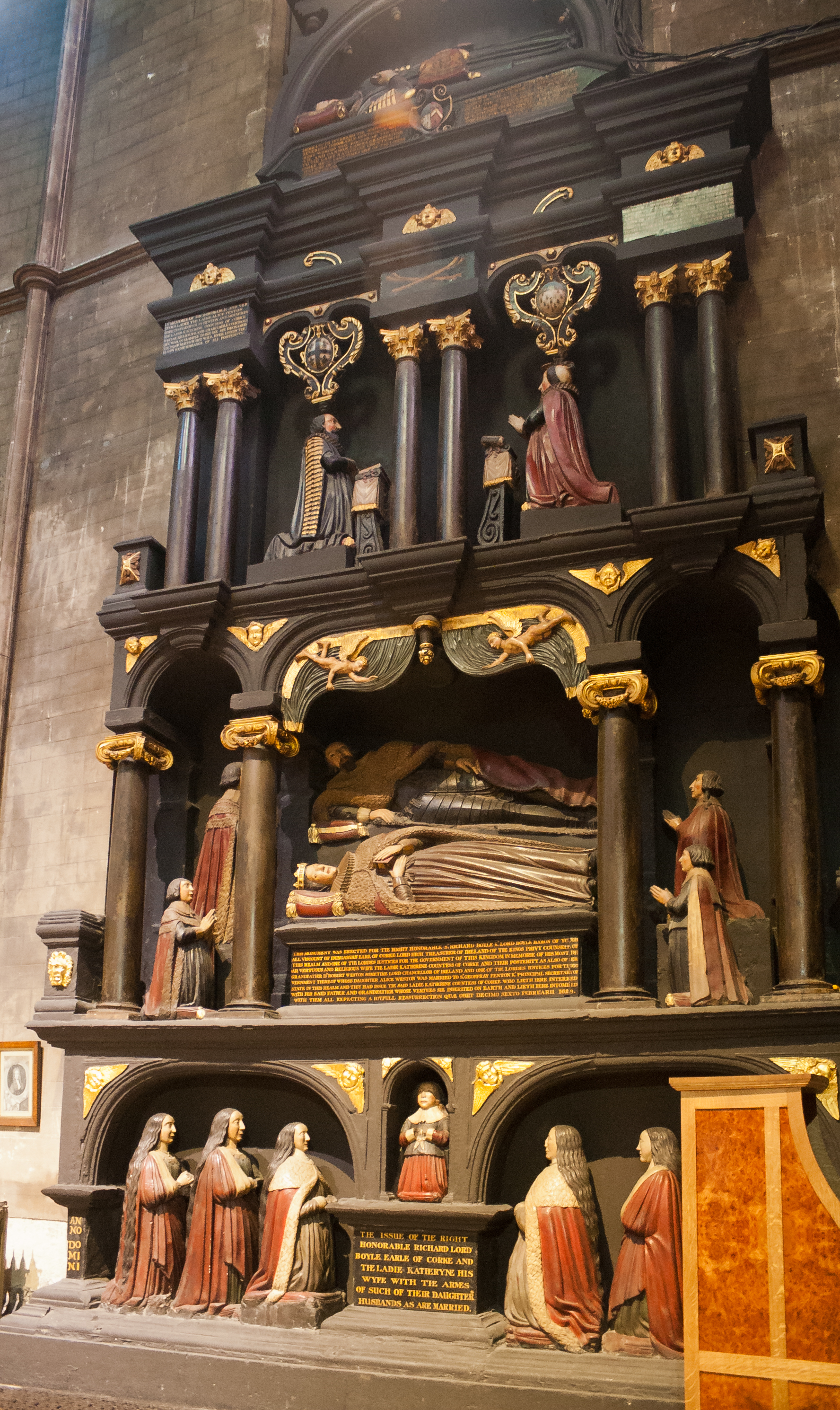
Hrobka 1. hraběte z Corku v katedrále sv. Patrika v Dublinu

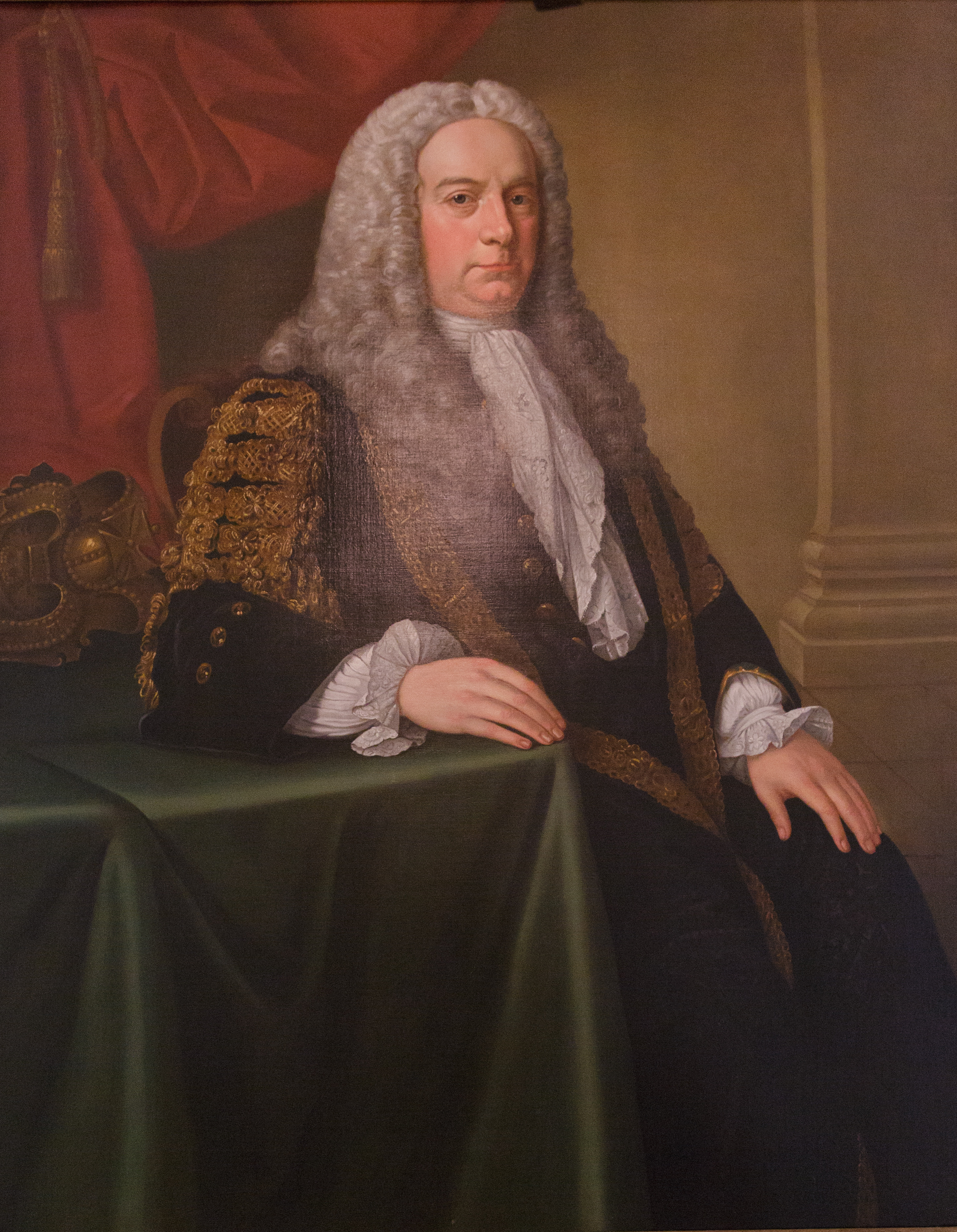
Henry Boyle, 1. hrabě ze Shannonu (1682–1764), předseda irského parlamentu

- Richard Boyle, 1. hrabě z Corku (1566–1643), lord nejvyšší sudí v Irsku, lord pokladu v Irsku, 1620 hrabě z Corku

- Richard Boyle, 2. hrabě z Corku (1612–1698), vojevůdce, politik, 1664 hrabě z Burlingtonu

- Michael Boyle (1619–1702), arcibiskup v Tuamu

- Roger Boyle, 1. hrabě z Orrery (1621–1679), vojevůdce, politik, 1660 hrabě z Orrery

- Francis Boyle, 1. vikomt Shannon (1623–1699), vojevůdce, politik, 1660 vikomt Shannon

- Robert Boyle (1627–1691), přírodovědec, chemik, fyzik

- Charles Boyle, vikomt Dungarvan (1639–1694), politik, 1691 baron Clifford

- Murrough Boyle, 1. vikomt Blessington (1648–1718), politik, 1673 vikomt Blessington

- Charles Boyle, 3. hrabě z Corku (1660–1704), politik, dvořan

- David Boyle, 1. hrabě z Glasgow (1666–1733), politik, 1703 hrabě z Glasgow

- Henry Boyle, 1. baron Carleton (1669–1725), ministr financí, ministr zahraničí, 1714 baron Carleton

- Charles Boyle, 4. hrabě z Orrery (1674–1731), generál, diplomat

- Richard Boyle, 2. vikomt Shannon (1675–1740), polní maršál, vrchní velitel v Irsku

- Henry Boyle, 1. hrabě ze Shannonu (1682–1764), předseda irského parlamentu

- Richard Boyle, 4. hrabě z Corku (1694–1753), politik, dvořan, architekt

- John Boyle, 3. hrabě z Glasgow (1714–1775), generál

- Richard Boyle, 2. hrabě ze Shannonu (1727–1807), ministr financí v Irsku

- Edmund Boyle, 8. hrabě z Corku a Orrery (1767–1856), generál

- Courtenay Boyle (1770–1842), admirál

- David Boyle (1772–1853), nejvyšší sudí ve Skotsku

- Richard Boyle, 9. hrabě z Corku a Orrery (1829–1904), nejvyšší lovčí, nejvyšší štolba

- David Boyle, 7. hrabě z Glasgow (1833–1915), guvernér na Novém Zélandu

- Charles Cavendish Boyle (1849–1916), guvernér v Guyaně a na Mauriciu

- Algernon Boyle (1871–1949), admirál

- William Boyle, 12. hrabě z Corku a Orrery (1873–1967), admirál